# Опіни
Опіни — це унікальні продукти конденсації аміно- та кетокислот або амінокислот та цукрів. Наприклад, при конденсації аргініну та піровиноградної кислоти утворюється октопін, аргініну та α — кетоглутаральдегіду — нопалін, а біциклічного похідного глутамінової кислоти та цукру — агропін. Опіни синтезуються в корончастому галі, а далі секретуються. Вони можуть використовуватися як джерело вуглецю (а іноді і як джерело азоту) будь-якою Agrobacterium tumefaciens або Agrobacterium rhizogenes, яка має Ті-плазміду (англ. tumor-inducing plasmid) з геном, або генами (локалізовані поза T-ДНК (англ. transferred DNA)) катаболізму даного опіну. Більшість інших досліджуваних мікроорганізмів не здатні використовувати опіни як джерело вуглецю. Отже, в процесі еволюції виник унікальний набір механізмів, під впливом яких кожний штам Agrobacterium tumefaciens генетично трансформує рослинні клітини в «біологічні фабрики» по виробництву сполук вуглецю, використовувати які можуть самі ці бактерії.